# Erika Köth
Erika Köth (Darmstadt, 15 settembre 1925 – Spira, 20 febbraio 1989) è stata un soprano tedesco.

## Biografia
Nel 1942 intraprese gli studi musicali con Elsa Blank. Debuttò nel 1948 a Kaiserslautern in Mignon nel ruolo di Philine, poi fu attiva a Karlsruhe, Monaco di Baviera e Berlino. Soprano di coloratura, con la compagnia di Monaco si esibì a Covent Garden nel 1953 nell'opera Arabella interpretando Fiakermilli, oltre che nella première della versione in inglese di Capriccio.
Tra i suoi palcoscenici più abituali si menzionano Salisburgo (in particolare fu protagonista ne Il flauto magico e ne Il ratto dal serraglio) e Bayeruth (dove fu il Picchio in Sigfrido). Il suo repertorio include Donna Elvira in Don Giovanni, Susanna, Violetta ne La traviata, Gilda nel Rigoletto, Sophie ne Il cavaliere della rosa, Zerbinetta in Ariadne auf Naxos, l'usignolo in Le rossignol e Anne Trulove ne La carriera di un libertino.
Nel 1970 le venne conferito il titolo di Kammersängerin dall'Opera di Berlino. Tre anni dopo si ritirò dalle scene e insegnò alla Hochschule für Musik di Colonia.